# Labidostomis lepida
Labidostomis lepida là một loài bọ cánh cứng trong họ Chrysomelidae. Loài này được Lefèvre miêu tả khoa học năm 1872.